# Peter Rösel

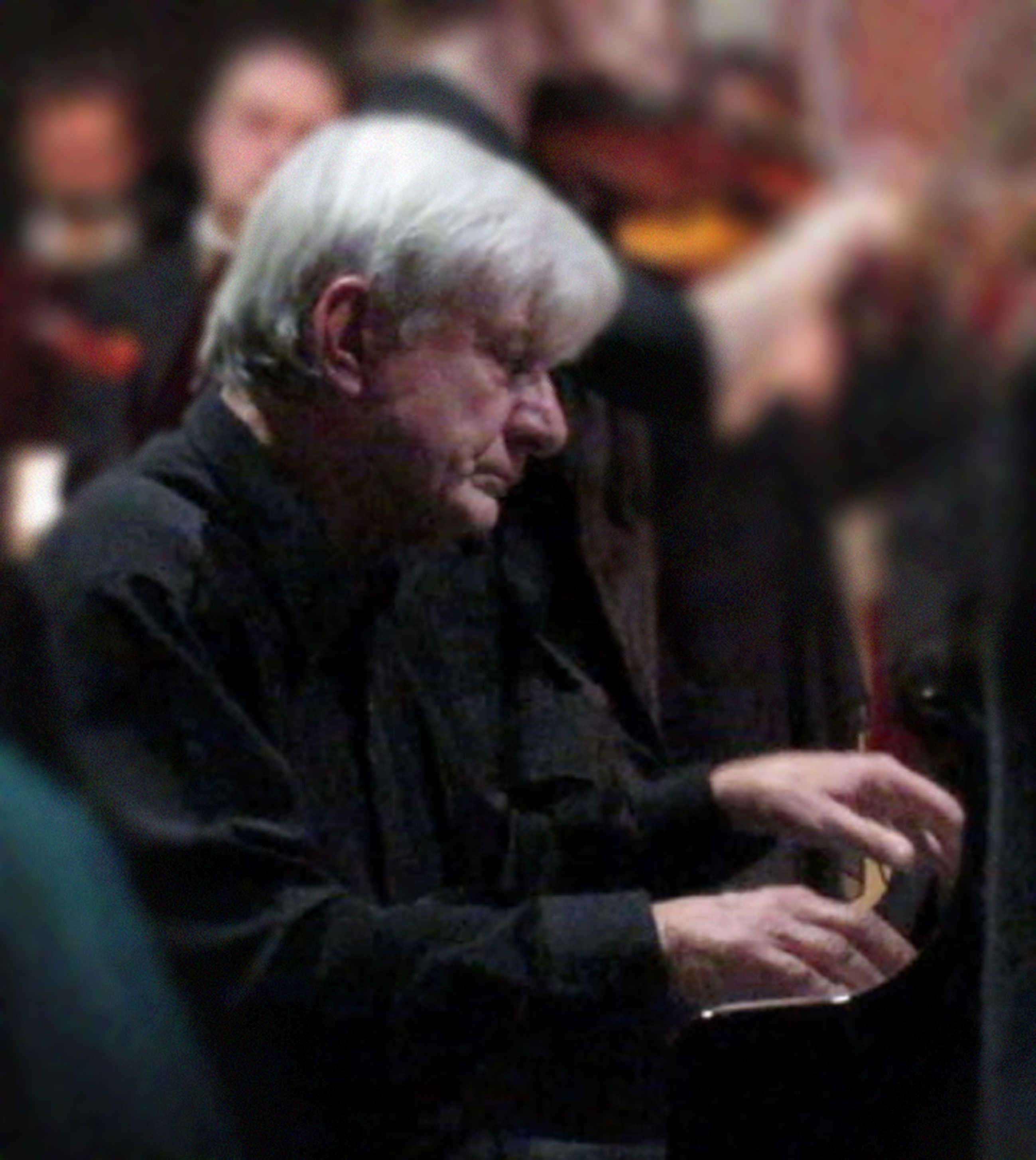
Peter Rösel im Konzert am 31. Oktober 2015 in Dresden

Peter Rösel (* 2. Februar 1945 in Dresden) ist ein deutscher Konzertpianist.

## Leben
Seinen ersten Klavierunterricht erhielt er ab 1951 bei Ingeborg Finke-Siegmund in Dresden. Peter Rösel absolvierte am Moskauer Tschaikowski-Konservatorium ein fünfjähriges Studium bei Dmitri Baschkirow und Lew Oborin. Er hat an der Hochschule für Musik Carl Maria von Weber in Dresden eine Professur für Klavier inne. Rösel lebt in Dresden, ist verheiratet und hat zwei Kinder, darunter die Opernsängerin Gabriele Rösel.

## Auszeichnungen
Peter Rösel errang 1963 beim Internationalen Robert-Schumann-Wettbewerb Zwickau einen zweiten Preis, wurde 1966 – als erster Deutscher – Preisträger des Tschaikowski-Wettbewerbs Moskau (6. Preis) und gewann 1968 beim Internationalen Klavierwettbewerb Montreal eine Silbermedaille. 1972 erhielt er den Kunstpreis der DDR und 2009 den Kunstpreis der Landeshauptstadt Dresden. 2016 wurde Rösel mit dem Mozartpreis der Sächsischen Mozart-Gesellschaft ausgezeichnet. Damit würdigt sie das „herausragende Schaffen des Pianisten, das sich durch eine kontinuierliche, kompetente und intensive Pflege der Klavierwerke von Wolfgang Amadé Mozart auszeichnet“.

## Auftritte und Konzerte
Rösel tritt seit Jahren bei internationalen Festivals (u. a. Salzburg, Edinburgh, London Proms, Perth, Hollywood Bowl, Hongkong) und bei vielen bedeutenden Orchestern, wie Los Angeles und Royal Philharmonic, Detroit Symphony und Berliner Philharmoniker auf. Er musizierte mit namhaften Dirigenten, wie Blomstedt, Boreyko, Dutoit, Fedossejew, Haenchen, Haitink, Harding, Herbig, Janowski, Kempe, Kitajenko, Kondraschin, Sanderling, Soudant, Stein, Temirkanov, Tennstedt und Vonk. Allein mit Kurt Masur und dem Gewandhausorchester Leipzig konzertierte er auf internationalen Podien über zweihundert Mal.
Sinfonische Höhepunkte der letzten Jahre waren u. a. Konzerte mit dem London Philharmonic Orchestra, dem Gulbenkian-Orchester Lissabon, dem Niederländischen Philharmonischen Orchester, dem KBS Symphony Orchestra Seoul, dem Mozarteumorchester Salzburg, New Japan Philharmonic, dem Deutschen Sinfonieorchester und der Sächsischen Staatskapelle Dresden.
2005 spielte er in der Semperoper mit der Kioi Sinfonietta Tokio alle fünf Beethoven-Konzerte. Peter Rösel gastierte bisher in über 40 Ländern auf allen Kontinenten.

## Aufnahmen
Von Peter Rösel liegen zahlreiche Einspielungen auf Schallplatten von Eterna und auf CD vor, u. a. eine herausragende Gesamteinspielung der Klavierwerke von Johannes Brahms. Zu erwähnen sind auch seine Solo-Einspielungen von Klavierwerken Claude Debussys und von Robert Schumann mit Kurt Masur am Dirigentenpult.